# Гертруда Белл Елайон
Гертруда Белл Елайон (англ. Gertrude Belle Elion; 23 січня 1918 року, Нью-Йорк — 21 лютого 1999 року, Північна Кароліна) — американська біохімік і фармаколог. У 1988 році отримала Нобелівську премію з фізіології та медицини разом з Джеймсом Блеком і своїм науковим керівником Джорджем Гітчінгсом «За відкриття важливих принципів лікарської терапії».

## Життєпис
Народилася 23 січня 1918 року в Нью-Йорку в єврейській іммігрантській родині (батько іммігрував до 12 років з Литви, мати в 14 років — з Російської імперії). Закінчила Хантерівський коледж, здобувши бакалаврський ступінь у 1937 році, і Нью-Йоркський університет за фахом хімія в 1941 році. Після працювала лаборанткою і вчителькою, поки не стала асистенткою у Джорджа Хітчінгса в фармацевтичній компанії Боро-Веллкам (зараз GlaxoSmithKline). Вона продовжувала навчання у вечірній школі Інженерної школи Нью-Йоркського університету в Тандоні (тоді Бруклінський політехнічний інститут), але після кількох років  їй повідомили, що більше не зможе продовжувати навчання на частковому рівні для отримання докторського ступеня. Для того, аби перейти в повноцінну докторантуру їй потрібно було б відмовитися від роботи. Еліон прийняла критичне рішення у своєму житті й залишилася зі своєю роботою, відмовившись від докторського ступеня. Вона ніколи формально не захищала дисертацію на ступінь доктора філософії у фармакології, хоча пізніше і здобула почесний ступінь доктора філософії від Університету Джорджа Вашингтона.
Підписала «Попередження вчених людству» (1992).
Серед лікарських препаратів, винайдених Елайон, меркаптопуринол (антилейкемічний препарат), імуносупресори азатіоприн, алопуринол (застосовується при подагрі), антималярійний препарат піріметамін, триметоприм, ацикловір (антивірусний препарат, застосовується для лікування герпесу).